# Owoce rajskich drzew spożywamy
Owoce rajskich drzew spożywamy (cz. Ovoce stromů rajských jíme) – czechosłowacko-belgijski film surrealistyczny z 1969 roku w reżyserii Věry Chytilovej. Film jest swobodną interpretacją biblijnej historii o Adamie i Ewie, w alegoryczny sposób przedstawiając utratę niewinności.

## Obsada
- Karel Novák – Josef
- Jitka Nováková – Eva
- Jan Schmid – Robert

## Nagrody i wyróżnienia
Film był nominowany na Festiwal Filmowy w Cannes w 1970 roku.